# Кратт Іван Федорович
Іван Федорович Кратт (нар. 17 (29) серпня 1899, с. Вільшане нині Чернігівської області Україна — пом. 19 травня 1950, Ленінград) — російсько-український радянський письменник.

## Біографія
Народився в сім'ї дрібного службовця. Після закінчення гімназії, вступив до Інституту народного господарства в Києві. Потім служив інструктором у Комісаріаті народної освіти, культпрацівників у військах Київського військового округу, працював на залізниці — помічником начальника станції Новгород-Сіверський.
У 1929 переїхав у Ленінград, щоб закінчити вищу освіту. Друкуватися почав з 1930.
Багато їздив по Сибірській Півночі і Далекому Сходу, бував на Колимі, подорожував на Алтай, в Ойрот і Хакасію, в Кольську тундру, плавав по Охотському і Японському морях.
У результаті спостережень у московських, ленінградських і далекосхідних журналах почали регулярно з'являтися його оповідання та повісті.
У 1938 вийшла збірка колимських оповідань Кратта «Моя земля» і «Улахан Останній» (1939), за ними — роман «Золото» (1940), ще через рік — новий збірник «Будинок серед тундри» (1941). Головна тема творів автора: усе про північ, про інженерів і прикордонників, про оленярів і вчителів.
Учасник Великої Вітчизняної війни. З перших її днів І. Кратт пішов у загін народного ополчення, потім служив рядовим бійцем у військах Ленінградського фронту. Рядовому Кратту була надана можливість в умовах блокади робити його потрібну справу — писати. За роки війни автором написані 10 книг, понад 50 статей та оповідань, крім того — історії 2-х військових частин.
Уже на другому місяці війни, 8 серпня 1941 вийшла перша військова книжка І. Кратта «Партизани». З досвіду блокадних років вийшла книга про обложений Ленінград «Суворий берег», збірки оповідань «Закон життя» (1942) і «Трудівники війни» (1944).
У 1941—1949 рр. автор написав свою головну книгу — історичний роман «Великий океан» (кн. 1 — «Острів Баранова», 1945; кн. 2 — «Колонія Росс», 1950) про відважних землепроходців, що вийшли в кінці XVIII століття на береги Аляски та намагалися закріпитися в Північній Каліфорнії, де в 1812 р. було засновано російське поселення під назвою «Росс» (тобто "російський"), нинішній Форт-Росс в штаті Каліфорнія, США. Письменник створив колоритний образ А. А. Баранова, першого правителя російських поселень в Америці.
Після виходу друком першої книги в 1946 був обраний дійсним членом Всесоюзного географічного товариства АН СРСР. Історична дилогія «Великий океан» була визнана самостійною науковою працею.
Літературно опрацював багато творів евенкійських і коряцьких та інших письменників Півночі.

## Джерело
- Кратт Іван Федорович (рос.) [Архівовано 15 березня 2016 у Wayback Machine.]